# Pallanuoto ai Giochi della III Olimpiade - Convocazioni
Questa pagina contiene l'elenco dei pallanuotisti convocati al pallanuoto ai Giochi della III Olimpiade.

## Convocazioni

### Chicago Athletic Association
| N. | Pos. | Giocatore      | Data nascita (età)          | Pres. | Squadra                      |
| -- | ---- | -------------- | --------------------------- | ----- | ---------------------------- |
|    |      | Rex Beach      | 1º settembre 1877 (27 anni) |       | Chicago Athletic Association |
|    |      | David Hammond  | 5 gennaio 1881 (23 anni)    |       | Chicago Athletic Association |
|    |      | Charles Healy  | 4 ottobre 1883 (20 anni)    |       | Chicago Athletic Association |
|    |      | Frank Kehoe    |                             |       | Chicago Athletic Association |
|    |      | Jerome Steever | 7 gennaio 1880 (24 anni)    |       | Chicago Athletic Association |
|    |      | Edwin Swatek   | 7 gennaio 1885 (19 anni)    |       | Chicago Athletic Association |
|    |      | Bill Tuttle    | 21 febbraio 1882 (22 anni)  |       | Chicago Athletic Association |

### Missouri Athletic Club
| N. | Pos. | Giocatore       | Data nascita (età)         | Pres. | Squadra                |
| -- | ---- | --------------- | -------------------------- | ----- | ---------------------- |
|    |      | Gwynne Evans    | 3 settembre 1880 (24 anni) |       | Missouri Athletic Club |
|    |      | Gus Goessling   | 17 novembre 1878 (25 anni) |       | Missouri Athletic Club |
|    |      | John Meyers     | 28 giugno 1880 (24 anni)   |       | Missouri Athletic Club |
|    |      | Bill Orthwein   | 16 ottobre 1881 (22 anni)  |       | Missouri Athletic Club |
|    |      | Amedee Reyburn  | 25 marzo 1879 (25 anni)    |       | Missouri Athletic Club |
|    |      | Frank Schreiner | 24 marzo 1879 (25 anni)    |       | Missouri Athletic Club |
|    |      | Manfred Toeppen | 3 settembre 1887 (17 anni) |       | Missouri Athletic Club |

### New York Athletic Club
| N. | Pos. | Giocatore        | Data nascita (età)          | Pres. | Squadra                |
| -- | ---- | ---------------- | --------------------------- | ----- | ---------------------- |
|    |      | David Bratton    | ottobre 1869 (34 anni)      |       | New York Athletic Club |
|    |      | George Van Cleaf | ottobre 1879 (24 anni)      |       | New York Athletic Club |
|    |      | Budd Goodwin     | 13 novembre 1883 (20 anni)  |       | New York Athletic Club |
|    |      | Lou Handley      | 14 febbraio 1874 (30 anni)  |       | New York Athletic Club |
|    |      | David Hesser     | gennaio 1884 (20 anni)      |       | New York Athletic Club |
|    |      | Joe Ruddy        | 28 settembre 1878 (25 anni) |       | New York Athletic Club |
|    |      | James Steen      | 19 novembre 1876 (27 anni)  |       | New York Athletic Club |